# Михајло Иванчевић
Михајло Иванчевић (Бачка Топола, 7. априла 1999) српски је фудбалер који тренутно игра за Оденсе.

## Каријера
Родом из Бачке Тополе, Михајло Иванчевић је прве кораке направио у фудбалском клубу Криваја из истоименог места. Нешто касније је прешао у редове ФК Топола, затим наступао у Борцу са Клисе, а потом и за млађе категорије новосадске Војводине. Лета 2017. године, Иванчевић је прешао у омладинску селекцију Бродарца са Новог Београда, која је претходно освојила шампионску титулу Србије у свом узрасту. Са омладинском екипом Бродарца је током такмичарске 2016/17. учествовао у УЕФА Лиги младих тимова, која је елиминисана од вршњака Манчестер јунајтеда у шеснаестини финала тог такмичења.
Средином јула наредне године приступио је новосадском Пролетеру, али је исти недуго затим напустио и вратио се у Бродарац. Ту је током сезоне 2018/19, као бонус играч, у Српској лиги Београд одиграо 23 утакмице и постигао 1 погодак. Током лета 2019. поново се нашао у саставу Пролетера и са клубом је прошао припреме пред нову сезону.
После екипе Пролетера, за коју није наступао на званичним сусретима, Иванчевић је средином августа 2019. потписао трогодишњи професионални уговор са Спартаком из Суботице. Дебитовао је управо против свог бившег клуба, у 4. колу Суперлиге Србије за сезону 2019/20, ушавши у игру пред крај сусрета, уместо Стефана Шормаза. Недељу дана касније у игру је ушао и против Црвене звезде, када је у 83. минуту утакмице заменио капитена Стефана Милошевића. Свих 90 минута по први пут је одиграо у шеснаестини финала Купа Србије, када је Спартак елиминисао Нови Пазар. Након неколико утакмица које је провео на клупи за резервне фудбалере, Иванчевић је одиграо читав сусрет 11. кола Суперлиге Србије, против Војводине. Након окончања паузе у првенству, услед епидемије вируса корона, током које је клуб напустио до тада стандардни Владимир Оташевић, Иванчевић је утакмицу 27. кола, против Инђије, одиграо у пару са Немањом Текијашким. Одмах затим, недељу дана касније, Иванчевић је одиграо читав наредног кола у тандему са Александром Видовићем. Спартак је тада на свом терену победио београдски Партизан, резултатом 3 : 2. Наступио је, такође, у претпоследњем колу, против Мачве у Шапцу, када је Спартак победио резултатом 4 : 1. Након припремног периода, Спартак је нову сезону отворио победом од 3 : 0 над екипом чајетинског Златибора. Као и у завршници претходног првенства, штоперски тандем чинили су Иванчевић и Текијашки. Иванчевић је у јануару 2022. године, као дотадашњи капитен Спартака, прешао у дански Оденсе.

## Репрезентација
У мају 2017, селектор млађе омладинске репрезентације Србије, Милош Велебит, уврстио је Иванчевића на списак за двомеч против одговарајуће екипе Чешке. Велебит је, такође, Иванчевића позвао у састав за проверу омладинске репрезентације са екипом Холандије у новембру исте године. На тој утакмици је дебитовао у 77. минуту игре, када је на терен ступио уместо Ранка Веселиновића. Почетком марта наредне године, Велебит је окупио екипу пред двомеч са селекцијом Бугарске. Иванчевић је у првој провери ушао пред крај сусрета, док је у реваншу одиграо свих 90 минута. Нешто касније, истог месеца, са екипом је прошао мини припреме пред почетак завршни круг квалификација за Европско првенство. У тој фази такмичења наступио је на сусрету са селекцијом Украјине, 24. марта. По именовању Ненада Миловановића за селектора младе репрезентације Србије, Иванчевић се нашао на његовом првом списку, за тренинг утакмицу против свог новог клуба, суботичког Спартака. Крајем августа 2020, Илија Столица је уврстио Иванчевића на списак играча младе репрезентације за сусрете са екипама Летоније и Бугарске наредног месеца. Иванчевић се појавио на окупљању екипе, али је због повреде пропустио гостовање у Летонији.

## Статистика

### Клупска
Ажурирано 20. маја 2023.
|                   |          |                     |     |   |   |   |   |   |   |   |     |   |  |  |
| Бродарац          | 2018/19. | Српска лига Београд | 23  | 1 | — | — | — | — | — | — | 23  | 1 |  |  |
|                   |          |                     |     |   |   |   |   |   |   |   |     |   |  |  |
| Пролетер Нови Сад | 2018/19. | Суперлига Србије    | 0   | 0 | — | — | — | — | — | — | 0   | 0 |  |  |
| Пролетер Нови Сад | 2019/20. | Суперлига Србије    | 0   | 0 | — | — | — | — | — | — | 0   | 0 |  |  |
| Пролетер Нови Сад | Укупно   | Укупно              | 0   | 0 | — | — | — | — | — | — | 0   | 0 |  |  |
|                   |          |                     |     |   |   |   |   |   |   |   |     |   |  |  |
| Спартак Суботица  | 2019/20. | Суперлига Србије    | 9   | 0 | 2 | 0 | — | — | — | — | 11  | 0 |  |  |
| Спартак Суботица  | 2020/21. | Суперлига Србије    | 27  | 0 | 2 | 0 | — | — | — | — | 29  | 0 |  |  |
| Спартак Суботица  | 2021/22. | Суперлига Србије    | 20  | 0 | 0 | 0 | — | — | — | — | 20  | 0 |  |  |
| Спартак Суботица  | Укупно   | Укупно              | 56  | 0 | 4 | 0 | — | — | — | — | 60  | 0 |  |  |
|                   |          |                     |     |   |   |   |   |   |   |   |     |   |  |  |
| Оденсе            | 2021/22. | Суперлига Данске    | 8   | 0 | 3 | 0 | — | — | — | — | 11  | 0 |  |  |
| Оденсе            | 2022/23. | Суперлига Данске    | 15  | 0 | 0 | 0 | — | — | — | — | 15  | 0 |  |  |
| Оденсе            | Укупно   | Укупно              | 23  | 0 | 3 | 0 | — | — | — | — | 26  | 0 |  |  |
|                   |          |                     |     |   |   |   |   |   |   |   |     |   |  |  |
| Каријера          | Каријера | Каријера            | 102 | 1 | 7 | 0 | — | — | — | — | 109 | 1 |  |  |
|                   |          |                     |     |   |   |   |   |   |   |   |     |   |  |  |

### Утакмице у дресу репрезентације
| Репрезентација Србије у узрасту до 19 година старости | Репрезентација Србије у узрасту до 19 година старости | Репрезентација Србије у узрасту до 19 година старости | Репрезентација Србије у узрасту до 19 година старости | Репрезентација Србије у узрасту до 19 година старости | Репрезентација Србије у узрасту до 19 година старости | Репрезентација Србије у узрасту до 19 година старости | Репрезентација Србије у узрасту до 19 година старости | Репрезентација Србије у узрасту до 19 година старости | Репрезентација Србије у узрасту до 19 година старости |
| #                                                     | Датум                                                 | Такмичење                                             | Локација                                              | Домаћин                                               | Резултат                                              | Гост                                                  | Гол                                                   | Реф.                                                  |                                                       |
| ----------------------------------------------------- | ----------------------------------------------------- | ----------------------------------------------------- | ----------------------------------------------------- | ----------------------------------------------------- | ----------------------------------------------------- | ----------------------------------------------------- | ----------------------------------------------------- | ----------------------------------------------------- | ----------------------------------------------------- |
| 1.                                                    | 13. новембар 2017.                                    | Пријатељска утакмица                                  | Кућа фудбала, Стара Пазова                            | Србија                                                | 0 : 2                                                 | Холандија                                             |                                                       | [ 37 ]                                                |                                                       |
| 2.                                                    | 6. март 2018.                                         | Пријатељска утакмица                                  | Стадион Христо Ботев, Благоевград                     | Бугарска                                              | 0 : 1                                                 | Србија                                                |                                                       | [ 39 ]                                                |                                                       |
| 3.                                                    | 8. март 2018.                                         | Пријатељска утакмица                                  | Стадион у Симитлију, Симитли                          | Бугарска                                              | 4 : 1                                                 | Србија                                                |                                                       | [ 40 ]                                                |                                                       |
| 4.                                                    | 24. март 2018.                                        | Квалификације за Европско првенство                   | Стадион Илије Оана, Плоешти                           | Украјина                                              | 2 : 1                                                 | Србија                                                |                                                       | [ 43 ]                                                |                                                       |
| 4                                                     | Укупан број утакмица и постигнутих погодака           | Укупан број утакмица и постигнутих погодака           | Укупан број утакмица и постигнутих погодака           | Укупан број утакмица и постигнутих погодака           | Укупан број утакмица и постигнутих погодака           | Укупан број утакмица и постигнутих погодака           | Укупан број утакмица и постигнутих погодака           | 0                                                     | [ 55 ]                                                |